# Біполярний транзистор
|  | PNP |
|  | NPN |

Біполярний транзистор — напівпровідниковий прилад, елемент електронних схем. Має три електроди — емітер, базу і колектор, — один з яких служить для керування струмом між двома іншими. Термін «біполярний» підкреслює той факт, що принцип роботи приладу полягає у взаємодії з електричним полем носіїв заряду, що мають як позитивний, так і негативний електричний заряд. В залежності від типу носіїв заряду, які використовуються в транзисторі, біполярні транзистори поділяються на транзистори типів NPN та PNP. В транзисторі типу NPN емітер і колектор легуються донорами, а база — акцепторами. В транзисторі типу PNP — навпаки.
Біполярні транзистори використовуються в підсилювачах, генераторах, перетворювачах сигналу, логічних схемах.

## Історія винаходу
Біполярний транзистор винайшли в 1947 році Джон Бардін і Волтер Браттейн під керівництвом Шоклі із Bell Labs, за що отримали Нобелівську премію з фізики. Вперше його продемонстрували 16 грудня, а 23 грудня відбулось офіційне представлення винаходу і саме ця дата вважається днем відкриття транзистора.

## Будова

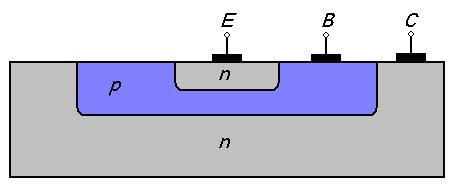
Поперечний розріз транзистора

На малюнку праворуч схематично показана будова біполярного транзистора типу NPN. Колектором служить напівпровідник n-типу, легований донорами до невисокої концентрації 1013−1015 см−3. Перед створенням бази напівпровідник покривають фоторезистом і за допомогою літографії звільняють вікно для легування акцепторами. Атоми акцептора дифундують в глибину напівпровідника, створюючи область із доволі високою концентрацією — 1017−1018 см−3. На третьому етапі знову створюється вікно для легування донорами й утворюють емітер із ще вищою концентрацією домішок, необхідною для того, щоб спочатку компенсувати акцептори, а потім створити напівпровідник n-типу. Відношення домішок у емітері до бази повинно бути якомога більшим для забезпечення гарних характеристик транзистора.
Ще кращих характеристик можна досягти, якщо перехід між базою й емітером зробити гетеропереходом, у якому емітер має набагато більшу ширину забороненої зони, хоча це і збільшує собівартість транзистора. В такому випадку на поверхню бази через вікно напилюється інша речовина.

## Принцип дії
Дія біполярного транзистора базується на використанні двох p-n-переходів між базою та емітером і базою та колектором. В області p-n-переходів виникають шари просторового заряду, між якими лежить тонка нейтральна база. Якщо між базою й емітером створити напругу в прямому напрямку, то носії заряду інжектуються в базу й дифундують до колектора. Оскільки вони є неосновними носіями в базі, то легко проникають через p-n-перехід між базою й колектором. База виготовляється достатньо тонкою, щоб носії заряду не встигли прорекомбінувати, створивши значний струм бази. Якщо між базою й емітером прикласти запірну напругу, то струм через ділянку колектор-емітер не протікатиме.
Характеристики біполярних транзисторів поділяються на вхідні, перехідні, вихідні і характеристики керування.

## Класифікація та маркування

### Класифікація
Транзистори класифікуються за вихідним матеріалом, розсіюваною потужністю, діапазоном робочих частот, принципом дії. В залежності від вихідного матеріалу їх поділяють на дві групи: германієві та кремнієві. За діапазоном робочих частот їх ділять на транзистори низьких, середніх та високих частот, за потужністю — на класи транзисторів малої, середньої та великої потужності. Транзистори малої потужності ділять на шість груп: підсилювачі низьких і високих частот, малошумні підсилювачі, перемикачі насичені, ненасичені та малого струму; транзистори великої потужності — на три групи: підсилювачі, генератори, перемикачі. За технологічними ознаками розрізняють сплавні, сплавно-дифузійні, дифузійно-сплавні, конверсійні, епітаксіальні, планарні, епітаксіально-планарні транзистори.

### Маркування
Позначення типу транзистора встановлено галузевим стандартом ОСТ 11 336.919-81. Перший елемент позначає вихідний матеріал із якого виготовлений транзистор: германій чи його сполуки — Г, кремній або його сполуки — К, сполуки галію — А. Другий елемент — підклас напівпровідникового приладу. Для біполярних транзисторів другим елементом є літера Т. Третій елемент — призначення приладу (таблиця). Четвертий елемент — число від 01 до 99, що позначає порядковий номер розробки типу приладу. Допускається тризначний номер — від 101 до 999, якщо номер розробки перевищує 99. П'ятий елемент позначення — літера російського алфавіту, що визначає класифікацію за параметрами приладів, виготовлених за єдиними технологіями.
| Підклас транзисторів | Позначення |
| --- | ---------- |
| Транзистори малої потужності (максимальна потужність, що розсіюється транзистором не більше 0,3 Вт): - з граничною частотою коефіцієнта передачі струму чи максимальною робочою частотою не більше 3 МГц - з граничною частотою коефіцієнта передачі струму чи максимальною робочою частотою понад 3 МГц, але не більше 30 МГц - з граничною частотою коефіцієнта передачі струму чи максимальною робочою частотою понад 30 МГц                          | 1 2 3      |
| Транзистори середньої потужності (максимальна потужність, що розсіюється транзистором понад 0,3 Вт, але не більше 1,5 Вт): - з граничною частотою коефіцієнта передачі струму чи максимальною робочою частотою не більше 3 МГц - з граничною частотою коефіцієнта передачі струму чи максимальною робочою частотою понад 3 МГц, але не перевищує 30 МГц - з граничною частотою коефіцієнта передачі струму чи максимальною робочою частотою понад 30 МГц | 4 5 6      |
| Транзистори великої потужності (максимальна потужність, що розсіюється транзистором понад 1,5 Вт): - з граничною частотою коефіцієнта передачі струму чи максимальною робочою частотою не більше 3 МГц - з граничною частотою коефіцієнта передачі струму чи максимальною робочою частотою понад 3 МГц, але не перевищує 30 МГц - з граничною частотою коефіцієнта передачі струму чи максимальною робочою частотою понад 30 МГц                         | 7 8 9      |

## Режими роботи транзистора

### Загальні відомості
В залежності від того, в яких станах знаходяться переходи транзистора, розрізняють режими його роботи. Оскільки в транзисторі є 2 переходи (емітерний та колекторний), і кожен із них може знаходитись в двох станах (відкритому та закритому), розрізняють чотири режими роботи транзистора. Основним є активний режим, при якому емітерний перехід знаходиться у відкритому стані, а колекторний — в закритому. Транзистори, які працюють в активному режимі, використовуються в схемах підсилення. Окрім активного виділяють інверсний режим, при якому емітерний перехід закритий, а колекторний — відкритий, режим насичення, при якому обидва переходи відкриті, та режим відсічки, при якому переходи закриті.
Першою практичною математичною моделлю біполярного транзистора була модель Еберса—Молла.

### Активний режим
Активному режиму роботи транзистора відповідає відкритий стан емітерного переходу і закритий колекторний перехід. В цьому режимі переходи транзистора мають різну ширину: закритий колекторний перехід значно ширший ніж відкритий емітерний перехід. Окрім наскрізного потоку електронів, в структурі в активному режимі протікає інший потік, а саме, зустрічний потік дірок, що рухаються із бази в емітер. Два зустрічних потоки (дірок та електронів) відображають ефект рекомбінації в базі. Електронний потік створюється електронами, які рухаються із емітера, однак не доходять до колекторного переходу (як електрони, що створюють наскрізний потік), а рекомбінують із дірками в базі. Дірковий потік створюється дірками, що надходять із зовнішнього кола в базу для компенсації втрати дірок внаслідок рекомбінації з електронами. Вказані потоки створюють в зовнішніх колах емітера і бази додаткові складові струмів. На рисунку також показані потоки неосновних носіїв заряду, що створюють власний тепловий струм колекторного переходу (потік електронів, що рухаються із бази в колектор, та потік дірок з колектора в базу).
Наскрізний потік є єдиним корисним потоком носіїв в транзисторі, оскільки визначає можливість підсилення електричних сигналів. Всі інші потоки не беруть участі в підсиленні сигналу, і тому є побічними. Для того щоб транзистор мав високий коефіцієнт підсилення, необхідно щоб побічні потоки були якомога слабші в порівнянні з корисним наскрізним потоком.

### Інверсний режим
Інверсний (інверсний активний) режим роботи біполярного транзистора аналогічний активному режиму з відмінністю лише в тому, що в цьому режимі у відкритому стані знаходиться колекторний перехід, а в закритому — емітерний.

### Режим насичення
В режимі насичення обидва переходи транзистора знаходяться у відкритому стані. В цьому режимі електрони і з емітера, і з колектора рухаються в базу, внаслідок чого в структурі протікають два зустрічних наскрізних потоки електронів (нормальний та інверсний).
Від співвідношення цих потоків залежить напрям струмів, що протікають в колах емітера та колектора. Внаслідок подвійного насичення бази, в ній накопичуються надлишкові електрони, внаслідок чого посилюється їх рекомбінація з дірками і рекомбінований струм бази є набагато вищим, ніж в активному чи інверсному режимах.
У зв'язку із насиченням бази транзистора і його переходів надлишковими носіями зарядів, опір останніх стає дуже маленьким. Тому електричні кола, що містять транзистор в режимі насичення можна вважати короткозамкненими.

### Режим відсічки
В режимі відсічки обидва переходи транзистора знаходяться у закритому стані. Наскрізні потоки електронів в цьому режимі відсутні. Через переходи транзистора протікають потоки неосновних носіїв заряду, що створюють малі некеровані теплові струми переходів. База і переходи транзистора в режимі відсічки збіднені рухомими носіями заряду, внаслідок чого їх опір є дуже високим. Тому вважають, що транзистор в режимі відсічки розриває електричне коло. Режим насичення та відсічки використовуються при роботі транзистора в імпульсних схемах.

## Схеми включення
Транзистор як активний елемент може бути представлений як чотириполюсник з двома вхідними та двома вихідними полюсами. Зважаючи, що у транзистора три виводи, один з них має бути спільним для вхідного і вихідного сигналу. Під вхідними (вихідними) полюсами розуміють точки, між якими діє вхідна (вихідна) напруга. Схеми включення отримали назви: схема зі спільним емітером (СЕ), схема зі спільною базою (СБ) і схема зі спільним колектором (СК).
Схеми підключення транзистора характеризується наступними основними показниками:
- коефіцієнт підсилення по струму n=dIвих/dIвх
- коефіцієнт підсилення по напрузі n=dUвих/dUвх
- вхідний опір Rвх=dUвх/dIвх
- вихідний опір Rвх=dUвих/dIвих

### Схема зі спільним емітером

Підсилювальний каскад за схемою підключення транзистора зі спільним емітером на основі npn-транзистора

Схема зі спільним емітером інвертує вхідний сигнал, його характеризують наступні величини:
{\displaystyle I_{\text{вих}}=I_{\text{к}}}
{\displaystyle I_{\text{вх}}=I_{\text{б}}}
{\displaystyle U_{\text{вх}}=U_{\text{бе}}}
{\displaystyle U_{\text{вих}}=U_{\text{ке}}}
- Коефіцієнт підсилення по струму: Iвих/Iвх=Iк/Iб=Iк/(Iе-Iк) = α/(1-α) = β [β>>1]
- Вхідний опір: Rвх=Uвх/Iвх=Uбе/Iб

Переваги:
- Великий коефіцієнт підсилення по струму
- Великий коефіцієнт підсилення по напрузі
- Найбільше підсилення потужності

Недоліки
- Гірші температурні та частотні властивості в порівнянні з іншими схемами.

### Схема зі спільною базою

Підсилювальний каскад за схемою зі спільною базою на основі npn-транзистора

Схема зі спільною базою не інвертує вхідний сигнал, його характеризують наступні величини:
- Коефіцієнт підсилення по струму: Iвих/Iвх=Iк/Iе=α [α<1]
- Вхідний опір Rвх=Uвх/Iвх=Uбе/Iе.

Вхідний опір для схеми зі спільною базою малий і не перевищує 100 Ом для малопотужних транзисторів, оскільки вхідний ланцюг транзистора при цьому є відкритим емітерним переходом транзистора.
Переваги:
- Гарні температурні та частотні властивості
- Висока допустима напруга

Недоліки
- Підсилення по струму близьке до 1, оскільки α < 1
- Малий вхідний опір
- Два різні джерела напруги для живлення

### Схема зі спільним колектором (емітерний повторювач)

Емітерний повторювач на основі npn-транзистора

Схема зі спільним колектором (емітерний повторювач) не інвертує вхідний сигнал, його характеризують наступні величини:
Вихідні дані
{\displaystyle I_{\text{вих}}=I_{\text{е}}}
{\displaystyle I_{\text{вх}}=I_{\text{б}}}
{\displaystyle U_{\text{вх}}=U_{\text{бк}}}
{\displaystyle U_{\text{вих}}=U_{\text{ке}}}
- Коефіцієнт підсилення по струму: Iвих/Iвх=Iе/Iб=Iе/(Iе-Iк) = 1/(1-α) = β [β>>1]
- Вхідний опір: Rвх=Uвх/Iвх=(Uбе+Uке)/Iб

Переваги
- Великий вхідний опір
- Малий вихідний опір

Недоліки
- Коефіцієнт підсилення по напрузі менше 1

## Власні шуми в транзисторах
Джерелами шумів в транзисторі є:
- електронно-діркові переходи;
- активні складові областей бази, емітера і колектора;
- випадкові перерозподіли струму між колектором і базою;
- неоднорідності напівпровідникового матеріалу.

Відповідно до теорії шумових властивостей транзисторів, основну роль в транзисторах грають: флікер-шум, дробовий, теплові шуми, шуми поділу, тощо. Розглянемо ці шуми більш детальніше, припускаючи, що транзистор працює в режимі малого сигналу.
У транзисторах флікер-шум спостерігається на низьких частотах (менше 1 кГц). Спектральна щільність потужності цього шуму пропорційна {\displaystyle 1/f}, де {\displaystyle f} — частота.
Джерелом низькочастотних шумів в транзисторі є носії електричного заряду в середині р-n-переходу і на його поверхні під дією температури, прикладеного електричного поля, а також в результаті зіткнення нейтральних атомів напівпровідника або домішок з керованим потоком основних носіїв заряду. Кількість носіїв, збуджених за даний проміжок часу, є випадковою, а створений ними струм — флуктуаційним.
Коефіцієнт шуму може бути визначений за формулою:
{\displaystyle K_{\text{ш}}={\frac {U_{\text{ш}}^{2}}{U^{2}}}}
де {\displaystyle U} — напруга джерела сигналу, підключеного до входу транзистора;
Так як площа колекторного переходу зазвичай набагато більше площі емітерного переходу, низькочастотний шум в основному проявляється в колекторному переході
Зазвичай флікер-шум виникає в результаті погано оброблених поверхонь кристала і в місцях омічних контактів виводів і кристала. При шліфуванні кристал має менший флікер-шум ніж при травленні його поверхні.
Для зниження цього шуму необхідно зменшити щільність струму на одиницю поверхні, використовувати планарні транзистори і транзистори з високим ступенем технологічної обробки поверхні. Крім того, в схемах підсилювачів доцільно використовувати транзистори р-n-р типу, що мають менший рівень низькочастотного шуму, ніж транзистори n-р-n-типу.
У ряді випадків спеціальні вимірювання флікер-шуму на частоті {\displaystyle f} = 1 кГц і нижче дозволяють прогнозувати надійність транзисторів і визначати ряд дефектів в них: погані контакти, тріщини, тощо.
Тепловий шум транзистора викликаний хаотичним рухом носіїв в середині напівпровідника. Цей шум, на відміну від надлишкового шуму, існує навіть за відсутності електричного струму.
На середніх і високих частотах основними джерелами шуму в транзисторі є дробові шуми в емітерному та колекторному переходах, тепловий шум опору бази і шуми струмо-розподілу, пов'язані з випадковим характером розподілу емітерного струму між колектором і базою.
Коефіцієнт шуму залежить також від опору джерела сигналу, при цьому існує оптимальний опір і оптимальне значення струму емітера.
Умови, за яких коефіцієнт шуму має мінімальне значення, можуть не збігатися з умовами отримання максимального коефіцієнта посилення. Для зниження дробових шумів рекомендується використовувати транзистори з малим зворотним струмом, а також працювати при порівняно невисоких температурах і невеликих струмах емітера.
Випадковий характер процесів рекомбінації носіїв в області бази транзистора є причиною появи шуму пов'язаного з перерозподілом струму емітера.
Існують й інші типи шумів в транзисторах — це шуми опромінення, що виникають при опроміненні транзистора швидкими частинками, шуми лавинного пробою, що виникають при високому, близькому до пробивного рівню зворотної напруги на переході, вибухові шуми і тощо. Однак в транзисторі основними шумами є надлишкові — тепловий, дробовий і шуми поділу.